# نظائر الزرنيخ
الزرنيخ عنصر أحادي النظير، أي لا يوجد في الطبيعة إلا نظير واحد فقط منه، وهو النظير المستقر زرنيخ-75 75As؛ ولا توجد نظائر مشعة طبيعية له، بالتالي فهو أيضاً عنصر أحادي النويدة. تتكون نواة الزرنيخ الطبيعي من 33 بروتون و42 نيوترون، وهي ذات لف مغزلي مقداره 3/2.
بالمقابل، فإن يوجد حوالي 33 نظير مشع مصطنع (بيانات سنة 2003) من الزرنيخ، والتي تتراوح أعدادها الكتلية بين 60 إلى 92 وحدة كتل ذرية، وأكثرها استقراراً النظير زرنيخ-73 73As، والذي يبلغ عمر النصف لديه مقدار 80.30 يوم. أما باقي النظائر المشعة للزرنيخ فلها أعمار نصف أقل من يوم واحد، ما عدا النظير زرنيخ-71 71As (عمر النصف 65.30 ساعة) والنظير زرنيخ-72 72As (عمر النصف 26.0 ساعة) والنظير زرنيخ-74 74As (عمر النصف 17.77 يوم) والنظير زرنيخ-76 76As (عمر النصف 1.0942 يوم) والنظير زرنيخ-77 77As (عمر النصف 38.83 ساعة). تضمحل النظائر الأخف من النظير المستقر زرنيخ-75 75As باضمحلال بيتّا من النمط +β؛ أما الأثقل فتضمحل وفق النمط −β (مع وجود بعض الاستثناءات). يوجد هنالك عشرة مصاوغات نووية موصوفة على الأقل للزرنيخ، وتتراوح أعدادها الكتلية بين 66 إلى 84، وأكثرها استقراراً هو 68mAs بعمر نصف مقداره 111 ثانية.